# 变旋
变旋是环状单糖或糖苷的比旋光度由于其α-和β-端基差向异构体达到平衡而发生变化，最终达到一个稳定的平衡值的现象。变旋现象往往能被某些酸或碱催化。
例如，从水溶液结晶出来的不含结晶水的D-葡萄糖，其水溶液的初始比旋光度为+112°，经放置后，它逐渐转变为一个恒定的值+52.7°。相反，将D-葡萄糖晶体的浓水溶液在醋酸中结晶，其水溶液的初始比旋光度为+18.7°，经放置后，也逐渐转变为恒定值+52.7°。这便是由于变旋现象的缘故。

α-与β-D-吡喃葡萄糖之间的变旋。

## 反應機制

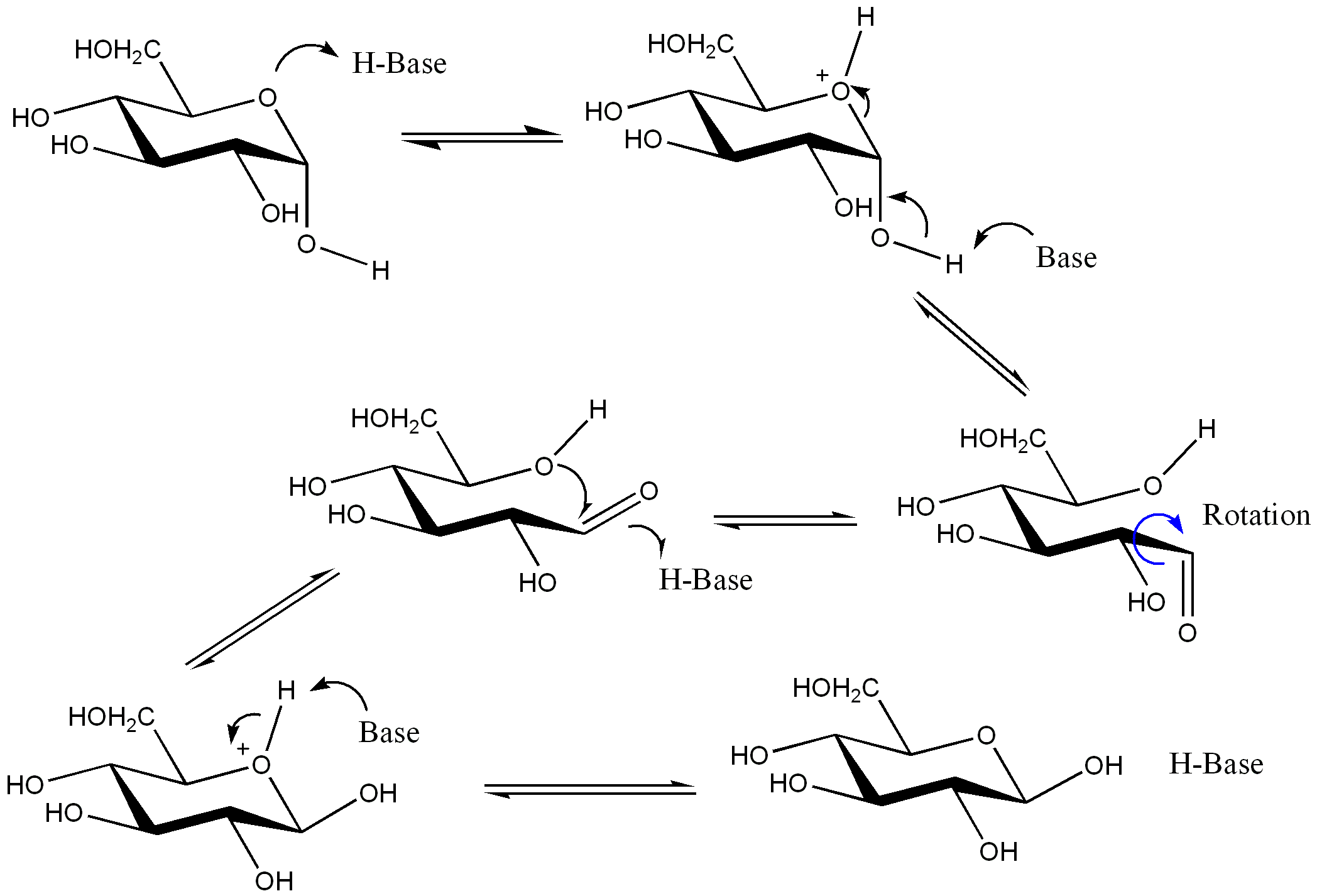
α-和β-差向異構物互變的反應機制